# Миньківці (Шепетівський район)
Ми́ньківці — село в Україні, в Улашанівській сільській громаді Шепетівського району Хмельницької області. Населення становить 727 осіб на 2024 рік.

## Історія
Село вперше згадується в документах 1543 року.
У 1906 році село Жуківської волості Ізяславського повіту Волинської губернії. Відстань від повітового міста 25 верст, від волості 10. Дворів 185, мешканців 1612.
7 (20) листопада 1917 року, відповідно до Третього Універсалу Української Центральної Ради, увійшло до складу Української Народної Республіки.
Вночі з 11 на 12 листопада 1921 року під час Листопадового рейду відділ Василя Падалки Армії Української Народної Республіки напав на відділок московських військ, що стояв у Миньківцях. Було захоплено у полон 15 кіннотників та три піхотні чоти разом з їхніми командирами. Коней і зброю у них було відібрано. В результаті відділ Василя Падалки перетворився на кінний. У селі було заарештовано голову сільради, що був комуністом, присланим до села з Тульської губернії. Після виходу із села рядових бійців було відпущено, а командирів, голову сільради і ще одного комуніста юдейського походження, також захопленого у селі, було розстріляно.
У 1932–1933 роках у селі від голоду померло 63 людини.
Під час другої світової війни німці розстріляли 23 місцевих мешканців, спалили 54 двори, разом з 56 жителями, серед них 25 дітей.
В повоєнний час в Миньківцях містилася центральна садиба колгоспу імені Чкалова, за яким було закріплено 2,6 тис. га орної землі. Провідними галузями господарства були — зернові культури і тваринництво. З допоміжних підприємств — цегельний завод потужністю 3,5—4 млн штук цегли за сезон та лісопильня.
Станом на 1970 рік населення села становило 2035 осіб. Були середня школа, будинок культури, бібліотека, дільнична лікарня, амбулаторія, аптека, швейна майстерня, будинок торгівлі, також Романінський цегельно-черепичний завод потужністю 17 млн штук цегли й черепиці на рік.
12 червня 2020 року, відповідно до розпорядження Кабінету Міністрів України № 727-р «Про визначення адміністративних центрів та затвердження територій територіальних громад Хмельницької області», увійшло до складу Улашанівської сільської територіальної громади.
19 липня 2020 року, в результаті адміністративно-територіальної реформи та ліквідації Славутського району, село увійшло до складу новоутвореного Шепетівського району.

## Населення
Згідно з переписом УРСР 1989 року чисельність наявного населення села становила 1320 осіб, з яких 583 чоловіки та 737 жінок.
За переписом населення України 2001 року в селі мешкало 1099 осіб.

### Мова
Розподіл населення за рідною мовою за даними перепису 2001 року:
| Мова       | Відсоток |
| ---------- | -------- |
| українська | 97,45 %  |
| російська  | 2,28 %   |
| білоруська | 0,18 %   |

## Відомі люди
```
Поліщук Сергій Сергійович, 1984 року місце народження с. Миньківці (Улашанівської сільської ради), захищаючи рідну землю від окупантів в районі м. Бахмут, героїчно загинув у ході війни за Україну.
```

25 січня 2023 загинув, віддав своє життя за свободу нашої незалежної України. 
```
Сергій завжди вирізнявся чесністю, порядністю, відкритістю, справедливістю, щирістю, наполегливістю. Майстер на всі руки, талановитий, розумний, креативний, здібний, працьовитий. Людина, яка мала багато друзів!
```

Він мав би повернутись до рідної домівки з довгоочікуваною перемогою, в обійми рідних та близьких…
Тепер він на віки Герой, Герой України та нашої громади. Слава Україні! Слава Героям!

## Символіка
Затверджена 21 жовтня 2015 року рішенням № 2 XLVIII сесії сільської ради VI скликання.

### Герб
Щит розтятий лазуровим і зеленим, з червоною мурованою базою. В першому полі срібна дзвіниця з золотими куполами і хрестом. В другому полі три срібних лапчастих хрести в стовп. Щит вписаний в золотий декоративний картуш і увінчаний золотою сільською короною. Внизу картуша напис «МИНЬКІВЦІ».
Дзвіниця — легендарний символ села, історична споруда. Три лапчастих (козацьких) хрести — символ трьох сіл, що входять до складу сільради, водночас символ Волині. Мурована база — символ виробництва будівельних матеріалів. Корона означає статус поселення.

### Прапор
Квадратне полотнище розділене горизонтально у співвідношенні 3:1; нижня частина червона мурована, верхня розділена вертикально на рівновеликі синю і зелену частини. На древковій частині біла дзвіниця з жовтими куполами і хрестом. На вільному полі три білих лапчастих хрести в стовп.